# Bahnhof Grävenwiesbach
Der Bahnhof Grävenwiesbach in der hessischen Gemeinde Grävenwiesbach, am Rande des Hochtaunuskreises befindet sich am südlichen Ortsrand der Kernstadt. Er liegt an der Bahnstrecke Friedrichsdorf–Albshausen, früher mündete im Bahnhof außerdem die Weiltalbahn ein. 

## Geschichte
Der Grävenwiesbacher Bahnhof wurde am 1. Juni 1909 anlässlich Verlängerung der Stecken von Usingen sowie Weilmünster eröffnet. Aufgrund des Streckenprofils musste ein Kopfbahnhof eingerichtet werden. Durch Verlängerung ersterer Strecke nach Albshausen am 1. November 1912 erweiterten die Preußischen Staatsbahnen die Station zum Trennungsbahnhof.
Am 27. September 1969 erfolgte aufgrund von zu geringem Fahrgastaufkommen die Einstellung von Personen- und Güterverkehr auf der Weiltalbahn. Bis in die 1980er Jahre lag noch ein ca. 100 m langer Rest des ehemaligen Streckengleises, welcher als Ausziehgleis diente.
Richtung Albshausen endete der Personenverkehr am 31. Mai 1985 und der Güterverkehr am 28. Mai 1988.
Am 15. November 1999 wurde der Abschnitt Grävenwiesbach–Brandoberndorf für den Personenverkehr reaktiviert.

## Empfangsgebäude und Güterhalle
Das Empfangsgebäude wurde von 1909 bis 1912 nach Entwürfen von Eduard Goepfert erbaut. Es steht genauso wie die angebaute Güterhalle unter Denkmalschutz. Das Empfangsgebäude ist im Stil eines form- und materialvielfältigen Landhauses gehalten. Es weist Sichtfachwerk auf und ist mit Schiefer gedeckt.

## Verkehr

### Bahn

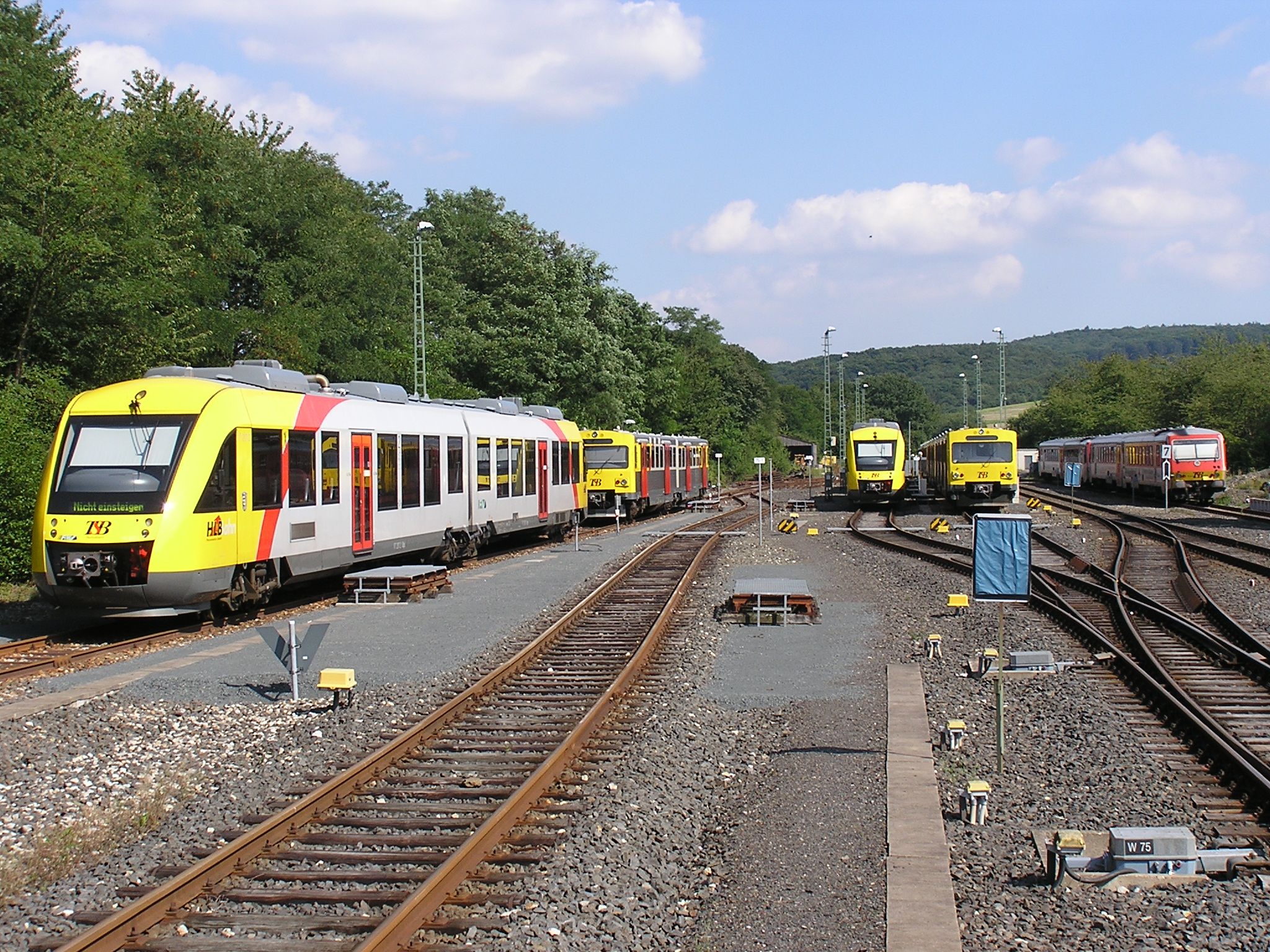
Abstellgleise

Der Bahnhof Grävenwiesbach liegt im Tarifgebiet des Rhein-Main-Verkehrsverbundes (RMV). Der Verkehr wird durch die HLB Basis AG betrieben.
Der Grävenwiesbacher Bahnhof hat drei Bahnsteiggleise. Auf allen drei Gleisen fahren Züge der Regionalbahn-Linie RB 15 nach Brandoberndorf beziehungsweise nach Bad Homburg vor der Höhe über Usingen, Neu-Anspach, Wehrheim und Friedrichsdorf. Sie verkehrt werktags halbstündlich von Grävenwiesbach nach Bad Homburg vor der Höhe; zusätzlich werden montags bis freitags morgens und nachmittags in den Hauptverkehrszeiten zusätzliche Zugpaare eingesetzt, die von/nach Frankfurt (Main) Hauptbahnhof verkehren und aus betrieblichen Gründen überwiegend als Linie RB 12 von/nach Königstein fahren. Am Samstag besteht – abgesehen von einer Pause am Vormittag – ebenfalls ein Halbstundentakt zwischen Grävenwiesbach und Bad Homburg bis etwa 16:00 Uhr; anschließend und sonntags verkehrt die RB 15 auf der gesamten Strecke stündlich. Der Fahrplan ist so konzipiert, dass bei den Zügen, welche in Bad Homburg enden, immer ein Anschluss an die S-Bahn-Linie S5 von/nach Frankfurt besteht.
| Linie | Verlauf | Takt                                                |
| ----- | --- | --------------------------------------------------- |
| RB 15 | (Frankfurt (Main) Hbf – Frankfurt-Rödelheim – Oberursel (Taunus) –) (nur HVZ) Bad Homburg – Seulberg – Friedrichsdorf (Taunus) – Köppern – Saalburg (Taunus) – Wehrheim – Neu-Anspach – Hausen (Taunus) – Usingen – Wilhelmsdorf (Taunus) – Hundstadt – Grävenwiesbach – Hasselborn – Brandoberndorf Stand: Fahrplanwechsel Dezember 2022 | 60 min 30 min (Bad Homburg–Grävenwiesbach werktags) |

### Bus
Am Grävenwiesbacher Bahnhof fahren die Regionalbuslinien 59, 68, 81 und X89 ab. Die Buslinie X89 verkehrt als Ersatz für die Weiltalbahn zum Lahntal. Eine Spätfahrt der Buslinie 59, welche von Grävenwiesbach nach Friedrichsdorf fährt, wo Anschluss an die S5 nach Frankfurt besteht, ergänzt den Schienenverkehr.